# ویدیایوو
ویدیایوو (انگلیسی: Vidyayevo) یک شهرک در استان مورمانسک کشور روسیه است.